# Chloromelas cordobaensis
Chloromelas cordobaensis är en tvåvingeart som först beskrevs av Lindner 1951.  Chloromelas cordobaensis ingår i släktet Chloromelas och familjen vapenflugor. Inga underarter finns listade i Catalogue of Life.